# Перелік екранізацій українських літературних творів
Перелік екранізацій українських літературних творів містить екранізовані літературні твори (романи, п'єси, есе тощо) української літератури.

## Фільми
| Рік публікації | Літературний твір                                     | Письменник               | Фільм                                     | Режисер                      | Рік виходу фільму |
| -------------- | ----------------------------------------------------- | ------------------------ | ----------------------------------------- | ---------------------------- | ----------------- |
|                | Центр                                                 | Горбик Р.                | Припутні                                  | Непиталюк А.                 | 2017              |
| 2018           | Позивний «Бандерас»                                   | Дзюба С., Кірсанов А.    | Позивний Бандерас                         | Буадзе З.                    | 2018              |
| 2014           | Фелікс Австрія                                        | Андрухович С.            | Віддана                                   | Сиволап Х.                   | 2020              |
| 1989           | Королівські лови; Зліва, де серце                     | Андрухович Ю.            | Кисневий голод                            | Дончик А.                    | 1992              |
| 1992           | Рекреації                                             | Андрухович Ю.            | Мудаки. Арабески: Рано-вранці (Рекреації) | Тихий В.                     | 2009              |
| 1950           | Сад Гетсиманський                                     | Багряний І.              | Сад Гетсиманський                         | Синько Р.                    | 1993              |
| 1944           | Тигролови                                             | Багряний І.              | Тигролови                                 | Синько Р.                    | 1994              |
| 1963           | Жовтий князь                                          | Барка В.                 | Голод-33                                  | Янчук О.                     | 1991              |
| Н/Д            | Індуктор                                              | Бєлянський Д.Ю.          | Delirium                                  | Подольчак І.                 | 2013              |
| 2013           | Гетьман. Кінороман                                    | Веретенніков В.          | Гетьман                                   | Ямбурський В.                | 2014              |
| 1977           | Сіроманець                                            | Вінграновський М.        | Сіроманець                                | Марусик П.                   | 1989              |
| 1919           | Гріх                                                  | Винниченко В.            | Гріх                                      | Бійма О.                     | 1991              |
| 1917           | Записки кирпатого Мефістофеля                         | Винниченко В.            | Записки Кирпатого Мефістофеля             | Ляшенко Ю.                   | 1994              |
| 1911           | Чорна Пантера і Білий Медвідь                         | Винниченко В.            | Чорна пантера та Білий ведмідь (фільм)    | Бійма О.                     | 1990              |
| 1911           | Чорна Пантера і Білий Медвідь                         | Винниченко В.            | Чорна Пантера                             | Гутер Й.                     | 1921              |
|                | Федько Халамидник; Бабусин подарунок                  | Винниченко В.            | Пригоди полтиника                         | Лундін А.                    | 1926              |
|                | Закон                                                 | Винниченко В.            | Закон                                     | Суярко Ю. Ф.                 | 1989              |
| 1992           | Діви ночі                                             | Винничук Ю.              | Діви ночі                                 | Фіалко О.                    | 2008              |
| 1956           | Мисливські усмішки                                    | Вишня О.                 | Ні пуху, ні пера                          | Іванов В.                    | 1973              |
| 1995           | Бурачковицькі хроніки                                 | Волошин Б.               | Політ золотої мушки                       | Кравчишин І.                 | 2014              |
| 2007           | Неймовірні пригоди Івана Сили, найдужчої людини світу | Гаврош О.                | Іван Сила                                 | Андрієнко В.                 | 2013              |
| 1972           | Бригантина                                            | Гончар О.                | Смужка нескошених диких квітів            | Іллєнко Ю.                   | 1979              |
|                | За мить щастя                                         | Гончар О.                | Все перемагає любов                       | Мащенко М.                   | 1987              |
| 1974           | Канал                                                 | Григурко І.              | Канал                                     | Бортко В. (молодший)         | 1975              |
| 1863           | Запорожець за Дунаєм                                  | Гулак-Артемовський С.    | Запорожець за Дунаєм                      | Кавалерідзе І. П.            | 1937              |
| 1863           | Запорожець за Дунаєм                                  | Гулак-Артемовський С.    | Запорожець за Дунаєм                      | Авраменко В. К.              | 1939              |
| 1863           | Запорожець за Дунаєм                                  | Гулак-Артемовський С.    | Запорожець за Дунаєм                      | Лапокниш В. Г.               | 1953              |
| 1863           | Запорожець за Дунаєм                                  | Гулак-Артемовський С.    | Запорожець за Дунаєм                      | Засєєв-Руденко М.            | 2007              |
| 1967           | Мертва зона                                           | Гуцало Є.                | Солом'яні дзвони                          | Іллєнко Ю.                   | 1987              |
| 1969           | Копитами збито                                        | Гуцало Є.                | Марія                                     | Кобрин І. Д.                 | 1988              |
| 1943           | Україна в огні                                        | Довженко О.              | Незабутнє                                 | Солнцева Ю.                  | 1967              |
| 2010           | Ворошиловград                                         | Жадан С.                 | Дике поле                                 | Лодигін Я.                   | 2018              |
| 1991           | Партитура на могильному камені                        | Жовна О.                 | Партитура на могильному камені            | Лупій Я.                     | 1995              |
| 1969           | Рим, 17. До запитання                                 | Зарудний М.              | Рим, 17...                                | Суярко Ю.                    | 1972              |
| 1971           | Лебедина зграя                                        | Земляк В.                | Вавилон ХХ                                | Миколайчук І.                | 1979              |
| 1886           | Мартин Боруля                                         | Карпенко-Карий І.        | Мартин Боруля                             | Швачко О., Юра Г.            | 1953              |
| 1889           | Сто тисяч                                             | Карпенко-Карий І.        | Сто тисяч                                 | Іванов В., Юра Г.            | 1958              |
| 1900           | Хазяїн                                                | Карпенко-Карий І.        | Хазяїн                                    | Некрасов Ю.                  | 1979              |
| 1884           | Безталанна                                            | Карпенко-Карий І.        | Безталанна                                | Шмарук І. П., Шкреба П.      | 1966              |
| 1837           | Конотопська відьма                                    | Квітка-Основ'яненко Г.   | Відьма                                    | Шигаєва Г.                   | 1990              |
| 1837           | Конотопська відьма                                    | Квітка-Основ'яненко Г.   | Конотопська відьма (фільм-спектакль)      | Афанасьєв І., Бунь В.        | 1987              |
| 1835           | Сватання на Гончарівці                                | Квітка-Основ'яненко Г.   | Сватання на Гончарівці                    | Земгано І.                   | 1958              |
| 1902           | Земля                                                 | Кобилянська О.           | Земля                                     | Бучма А.                     | 1954              |
| 1895           | Царівна                                               | Кобилянська О.           | Царівна                                   | Туряниця С.                  | 1994              |
| 1898           | Valse melancolique                                    | Кобилянська О.           | Меланхолійний вальс                       | Савченко Б.                  | 1990              |
| 2012           | Червоний                                              | Кокотюха А.              | Червоний                                  | Буадзе З.                    | 2017              |
| 2007           | Легенда про Безголового                               | Кокотюха А.              | Тривожна відпустка адвоката Ларіної       | Стеколенко О.                | 2008              |
| 2005           | Повзе змія                                            | Кокотюха А.              | Повзе змія                                | Бернадський М.               | 2009              |
| 1978           | Дикий Ангел                                           | Коломієць О.             | Платон Ангел                              | Войтюк І.                    | 2010              |
| 1978           | Дикий Ангел                                           | Коломієць О.             | Дім батька твого                          | Синько Р. О.                 | 1986              |
| 1959           | Хто в домі господар (Фараони)                         | Коломієць О.             | Прощавайте, фараони!                      | Вінник В., Черкаський Д. Я.  | 1974              |
| 1942           | В степах України                                      | Корнійчук О.             | В степах України                          | Савченко І.                  | 1952              |
|                | Чому посміхалися зорі                                 | Корнійчук О.             | Чому посміхалися зорі                     | Крушельницький М. М.         | 1966              |
| 1996           | Тупик для втікача або Гра з вогнем                    | Кокотюха Андрій          | Тупик / Глухий кут                        | Кохан Г.                     | 1998              |
| 1842           | Енеїда                                                | Котляревський І.         | Енеїда                                    | Дахно В.                     | 1991              |
| 1819           | Наталка Полтавка                                      | Котляревський І.         | Наталка Полтавка                          |                              | 1909              |
| 1819           | Наталка Полтавка                                      | Котляревський І.         | Наталка Полтавка                          | Кавалерідзе І.               | 1936              |
| 1819           | Наталка Полтавка                                      | Котляревський І.         | Наталка Полтавка (кіноопера)              | Авраменко В.                 | 1936              |
| 1819           | Наталка Полтавка                                      | Котляревський І.         | Наталка Полтавка                          | Єфименко Р.                  | 1978              |
| 1841           | Москаль-чарівник                                      | Котляревський І.         | Москаль-чарівник                          | Засєєв-Руденко М.            | 1995              |
| 1901           | Дорогою ціною                                         | Коцюбинський М.          | Дорогою ціною                             | Терещенко М.                 | 1927              |
| 1901           | Дорогою ціною                                         | Коцюбинський М.          | Дорогою ціною                             | Донськой М.                  | 1957              |
| 1912           | Коні не винні                                         | Коцюбинський М.          | Друге «Я»                                 | Бажай В.                     | 1989              |
| 1912           | Подарунок на іменини                                  | Коцюбинський М.          | Подарунок на іменини                      | Осика Л.                     | 1991              |
| 1911           | Тіні забутих предків                                  | Коцюбинський М.          | Тіні забутих предків                      | Параджанов С.                | 1964              |
| 1902, 1910     | Фата морґана/Fata Morgana                             | Коцюбинський М.          | Фата морґана                              | Тягно Б.                     | 1931              |
| 1902, 1910     | Фата морґана                                          | Коцюбинський М.          | Кривавий світанок                         | Швачко О.                    | 1956              |
| 1911           | Що записано в книгу життя                             | Коцюбинський М.          | Що записано в книгу життя                 | Денисенко О.                 | 1988              |
| 1929           | Мина Мазайло                                          | Куліш М.                 | Мина-Мазайло                              | Проскурня С.                 | 1991              |
| 1926           | Зона                                                  | Куліш М.                 | Зона                                      | Мащенко М.                   | 1988              |
| 1846           | Чорна рада                                            | Куліш П.                 | Чорна рада                                | Засєєв-Руденко М.            | 2000              |
| 1846           | Чорна рада                                            | Куліш П.                 | Чорна рада                                | Засєєв-Руденко М.            | 2002              |
| 1846           | Чорна рада                                            | Куліш П.                 | Запорозька Січ                            | Засєєв-Руденко М.            | 2009              |
| 2004-2006      | Інспектор і кава                                      | Лапікура В., Лапікура Н. | За загадкових обставин                    | Мехеда М.                    | 2009              |
| 1941           | Крутіж                                                | Лепкий Б.                | Гетьманські клейноди                      | Осика Л.                     | 1993              |
| 2010           | Століття Якова                                        | Лис В.                   | Століття Якова                            | Недич Б.                     | 2016              |
|                | Зірка, або терористка; Крутая плюс, або Терористка-2  | Меднікова М.             | Чужі таємниці                             | Алешечкін В., Туранський О.  | 2007              |
| 1883           | Повія                                                 | Мирний П.                | Повія                                     | Кавалерідзе І.               | 1961              |
|                | Лимерівна                                             | Мирний П.                | Лимерівна                                 | Лапокниш В. Г.               | 1955              |
| 1978           | Біль                                                  | Мушкетик Ю.              | Хочу зробити зізнання                     | Бійма О.                     | 1989              |
| 1970           | Яса                                                   | Мушкетик Ю.              | Чорна Долина                              | Шиленко Б. О.                | 1990              |
| 1976           | Одиниця з обманом                                     | Нестайко В.              | Одиниця «з обманом»                       | Праченко А.                  | 1983              |
| 1984           | Чудеса в Гарбузянах                                   | Нестайко В.              | Чудеса в Гарбузянах                       | Кобрин І.                    | 1985              |
| 1973           | Тореадори з Васюківки                                 | Нестайко В.              | Тореадори з Васюківки                     | Зелікін С., Осип'янць В.     | 1965              |
| 1878           | Микола Джеря                                          | Нечуй-Левицький І.       | Микола Джеря                              | Терещенко М.                 | 1926              |
| 1919           | Гайдамака                                             | Підмогильний В.          | Гайдамака                                 | Синчук Р.                    | 2012              |
| 1919           | Добрий бог                                            | Підмогильний В.          | Добрий бог                                | Єршова О.                    | 1990              |
| 1923           | Іван Босий                                            | Підмогильний В.          | Легенда про Івана Босого                  | Силява С.                    | 2013              |
| 1924           | Історія пані Ївги                                     | Підмогильний В.          | Історія пані Ївги                         | Іванов М.                    | 1990              |
| 1922           | В епідемічному бараці                                 | Підмогильний В.          | Іди по воді                               | Томащук С.                   | 2019              |
| 2005           | Ґудзик                                                | Роздобудько І.           | Ґудзик                                    | Тихий В.                     | 2008              |
| 2006           | Зів'ялі квіти викидають                               | Роздобудько І.           | Осінні квіти                              | Сеїтаблаєв А.                | 2009              |
| 1939           | Театр невідомого актора                               | Смолич Ю.                | Театр невідомого актора                   | Микола Рашеєв                | 1976              |
| 1928           | Господарство доктора Гальванеску                      | Смолич Ю.                | Градус чорного Місяця                     | Киракозова Н.                | 1992              |
| 1926           | Тарас Трясило                                         | Сосюра В.                | Тарас Трясило                             | Чардинін П.                  | 1926              |
| 1883           | За двома зайцями                                      | Старицький М.            | За двома зайцями                          | Іванов В.                    | 1961              |
| 1890           | Ой, не ходи Грицю                                     | Старицький М.            | Маруся                                    | Авраменко В.                 | 1939              |
| 1890           | Ой, не ходи Грицю                                     | Старицький М.            | Ой не ходи, Грицю, та й на вечорниці      | Синько Р.                    | 1978              |
| 1881           | Не судилось                                           | Старицький М.            | Не судилось                               | Джинджиристий М. І.          | 1967              |
| 1964           | Гуси-лебеді летять                                    | Стельмах М.              | Гуси-лебеді летять                        | Зеленецький Б.               | 1974              |
| 1957           | Кров людська — не водиця                              | Стельмах М.              | Кров людська — не водиця                  | Макаренко М.                 | 1960              |
|                | Провінціалки                                          | Стельмах М.              | Провінціалки                              | Квашньов Б. Л.               | 1990              |
| 1899           | Камінний хрест, Злодій                                | Стефаник В.              | Камінний хрест                            | Осика Л.                     | 1968              |
| 1964           | Жменяки                                               | Томчаній М.              | Жменяки                                   | Шестопалов А.                | 1987              |
| 1940           | Шхуна «Колумб»                                        | Трублаїні М.             | Юнга зі шхуни Колумб                      | Шерстобитов Є.               | 1963              |
| 1921           | Поза межами болю                                      | Турянський О.            | Поза межами болю                          | Лупій Я.                     | 1989              |
|                | Дикий                                                 | Тютюнник Г.              | Коріння                                   | Сухолиткий-Собчук Д.         | 1983              |
|                | Вир                                                   | Тютюнник Г.              | Вир                                       | Клименко С.                  | 2013              |
| 1908           | Блакитна троянда                                      | Українка Л.              | Блакитна троянда                          | Бійма О.                     | 1988              |
| 1911           | Лісова пісня                                          | Українка Л.              | Лісова пісня                              | Івченко В.                   | 1961              |
| 1911           | Лісова пісня                                          | Українка Л.              | Лісова пісня. Мавка                       | Грачова А.                   | 1976              |
| 1911           | Лісова пісня                                          | Українка Л.              | Лісова пісня. Мавка                       | Іллєнко Ю.                   | 1981              |
|                | На полі крові, Йоганна, жінка Хусова, Одержима        | Українка Л.              | На полі крові. Aceldama                   | Лупій Я. В.                  | 2001              |
|                | Камінний господар                                     | Українка Л.              | Камінний господар                         | Данченко С. В.               | 1971              |
|                | Для домашнього огнища                                 | Франко І.                | Для домашнього вогнища                    | Суярко Ю. Ф.                 | 1970              |
|                | Батьківщина                                           | Франко І.                | Киценька                                  | Бійма О.                     | 1996              |
| 1880-1881      | Борислав сміється                                     | Франко І.                | Борислав сміється (Королі воску)          | Рона Й.                      | 1927              |
|                | Бориславські оповідання                               | Франко І.                | Якби каміння говорило...                  | Лисенко Ю.                   | 1957              |
|                | Для домашнього огнища                                 | Франко І.                | Для домашнього огнища                     | Савченко Б.                  | 1992              |
|                | До світла!; Муляр; Панталаха                          | Франко І.                | До світла!                                | Шиленко Б.                   | 1967              |
| 1883           | Захар Беркут                                          | Франко І.                | Захар Беркут                              | Рона Й.                      | 1929              |
| 1883           | Захар Беркут                                          | Франко І.                | Захар Беркут                              | Осика Л.                     | 1971              |
|                | Основи суспільності                                   | Франко І.                | Злочин з багатьма невідомими              | Бійма О.                     | 1993              |
|                | Лис Микита                                            | Франко І.                | Лис Микита                                | Кметик В.                    | 2007              |
| 1900           | Перехресні стежки                                     | Франко І.                | Пастка                                    | Бійма О.                     | 1993              |
|                | Фарбований лис                                        | Франко І.                | Фарбований лис                            | Іванов О.                    | 1953              |
| 1893           | Украдене щастя                                        | Франко І.                | Украдене щастя                            | Шмарук І.                    | 1952              |
| 1893           | Украдене щастя                                        | Франко І.                | Украдене щастя                            | Ткаченко Ю.                  | 1984              |
| 1893           | Украдене щастя                                        | Франко І.                | Украдене щастя                            | Дончик А.                    | 2004              |
|                | Вишневі ночі                                          | Харчук Б.                | Вишневі ночі                              | Микульський А.               | 1992              |
| 1927           | Вальдшнепи                                            | Хвильовий М.             | Вальдшнепи                                | Муратов О.                   | 1996              |
| 1924           | Повість про санаторійну зону                          | Хвильовий М.             | Танго смерті                              | Муратов О.                   | 1991              |
|                | Пудель                                                | Хвильовий М.             | Пудель                                    | Черкащина Т.                 | 1991              |
| 1928           | Сентиментальна історія                                | Хвильовий М.             | Геть сором!                               | Муратов О.                   | 1996              |
| 1924           | Я (Романтика)                                         | Хвильовий М.             | Я той, хто є…                             | Володіна О.                  | 1990              |
| 1911           | Камінна душа                                          | Хоткевич Г.              | Камінна душа                              | Клименко С.                  | 1989              |
| 1937           | Пригоди молодого лицаря. Роман з козацьких часів      | Черкасенко С.            | Дорога на Січ                             | Омельчук С.                  | 1994              |
| 1845           | Кавказ                                                | Шевченко Т.              | Прометей                                  | Кавалерідзе І.               | 1936              |
| 1841           | Гайдамаки                                             | Шевченко Т.              | Злива                                     | Кавалерідзе І.               | 1929              |
| 1841           | Гайдамаки                                             | Шевченко Т.              | Коліївщина                                | Кавалерідзе І.               | 1931              |
| 1840           | Кобзар                                                | Шевченко Т.              | Лілея                                     | Вронський В., Лапокниш В.    | 1958              |
| 1843           | Назар Стодоля                                         | Шевченко Т.              | Назар Стодоля                             | Тасін Г.                     | 1936              |
| 1843           | Назар Стодоля                                         | Шевченко Т.              | Назар Стодоля                             | Івченко В.                   | 1954              |
| 1843           | Назар Стодоля                                         | Шевченко Т.              | Назар Стодоля                             | Магар Т. В.                  | 1989              |
| 1845           | Наймичка                                              | Шевченко Т.              | Наймичка                                  | Молостова І., Лапокниш В.    | 1963              |
| 1848           | У тієї Катерини                                       | Шевченко Т.              | Толока                                    | Іллєнко М.                   | 2014              |
| 1983           | Дім на горі                                           | Шевчук В.                | Голос трави                               | Мотузко Н.                   | 1992              |
| 2009           | Роман юрби                                            | Шевчук В.                | Химери зеленого літа                      | Фесенко В.                   | 1989              |
| 1992           | Місяцева зозулька із ластів'ячого гнізда              | Шевчук В.                | Місяцева зозулька                         | Дудка С. М.                  | 1993              |
| 2009           | Залишенець. Чорний ворон                              | Шкляр В. М.              | Залишенець. Чорний ворон                  | Ткаченко Т. А.               | 2019              |
|                | Помин                                                 | Цілик І.                 | Помин                                     | Цілик І.                     | 2012              |
| 1935           | Вершники                                              | Яновський Ю.             | Вершники                                  | Савченко І.                  | 1939              |
|                | Київська соната                                       | Яновський Ю.             | Київська соната                           | Тимонішин А.                 | 1939              |
| 1932           | Дума про Британку                                     | Яновський Ю.             | Дума про Британку                         | Вінграновський М., Вєтров І. | 1969              |
|                | Варвара серед варварів                                | Яворівський В.           | Прощання з Каїром                         | Бійма О.                     | 2002              |

## Телесеріали
| Рік публікації | Літературний твір                        | Письменник         | Фільм                 | Режисер       | Рік виходу фільму |
| -------------- | ---------------------------------------- | ------------------ | --------------------- | ------------- | ----------------- |
| 1971           | Переходимо до любові                     | Загребельний П.    | Переходимо до кохання | Чепелик О.    | 1975              |
| 1930           | Роксоляна                                | Назарук О.         | Роксолана             | Небієрідзе Б. | 1996-2003         |
| 1878           | Кайдашева сім'я                          | Нечуй-Левицький І. | Кайдашева сім'я       | Городько В.   | 1993-1996         |
| 1862           | «Від себе не втечеш» («Павло Чорнокрил») | Вовчок М.          | Пристрасть            | Бійма О.      | 1998              |
| 1878           | Кайдашева сім'я                          | Нечуй-Левицький І. | Спіймати Кайдаша      | Тіменко О.    | 2020              |

## Короткометрівки
| Рік публікації | Літературний твір        | Письменник    | Фільм                                | Режисер         | Рік виходу фільму |
| -------------- | ------------------------ | ------------- | ------------------------------------ | --------------- | ----------------- |
| 1915           | Уміркований та щирий     | Винниченко В. | Сорочка зі стьожкою                  | Домбровський В. | 1992              |
| 2005           | Історія одного поросятка | Винничук Ю.   | Історія одного поросятка             | Ткачикова Л.    | 1994              |
| 1993           | Голод-1933               | Бойчук Б. М.  | Приречені                            | Романюк В.      | 1994              |
| 1999           | Хроніки від Фортінбраса  | Забужко О.    | Хроніки від Фортінбраса              | Чепелик О.      | 2001              |
| 1990           | Граната на двох          | Винничук Ю.   | Трагічне кохання до зрадливої Нуськи | Ткаченко Т. А.  | 2004              |
| 2004           | Маленьке життя           | Жовна О.      | Маленьке життя                       | Жовна О.        | 2008              |
| 2009           | Метелик                  | Малярчук Т.   | Метелик                              | Буйницький М.   | 2012              |
| 2004           | Депеш Мод                | Жадан С.      | ДепешМод                             | Лук'яненко М.   | 2013              |
| 2014           | Месопотамія              | Жадан С.      | Любові стане на всіх                 | Лук'яненко М.   | 2016              |